# Zeppelin Rammer
Die Zeppelin Rammer war ein am Ende des Zweiten Weltkriegs vom Luftschiffbau Zeppelin konzipierter einsitziger raketengetriebener Abfangjäger, der aber über das Reißbrettstadium nicht hinaus kam. 

## Geschichte
Im Sommer 1944 forderte der Jägerstab ein in großen Stückzahlen zu produzierendes „Verschleißflugzeug“, das als Abfangjäger gegen die alliierten Bomberverbände eingesetzt werden sollte. Neben verschiedenen Kleinstjägern mit Strahlantrieb, wurden auch einige Entwürfe mit Raketenantrieb vorgelegt. Neben der Arado E.381, der Heinkel P.1077 und der Junkers EF 127 gehörte hierzu die vom Luftschiffbau Zeppelin vorgeschlagene Zeppelin Rammer. 
Die Rammer war dabei ähnlich der Arado E.381 als Schleppjäger ausgelegt. Während für die E.381 die Arado Ar 234 als Trägerflugzeug vorgesehen war, sollte die Rammer von einem Schleppflugzeug auf die Angriffshöhe gebracht werden. Von der Rammer ist lediglich eine lückenhafte Studie bekannt geworden. Zu Windkanalversuchen kam es nicht mehr.
Angaben in abweichenden Literaturquellen, in denen die Bestellung von 16 Prototypen behauptet werden, sind deshalb als spekulativ anzusehen.

## Technik
Die Zeppelin Rammer sollte ein rakentengetriebener Abfangjäger mit einem Schmidding-533-Feststoffraketentriebwerk werden. Die Besonderheit waren die mit 3 cm dicken Stahlplatten gepanzerten Tragflächen für Rammangriffe gegen feindliche Flugzeuge.

## Geplantes Einsatzprofil
Durch die kurze Brenndauer der Triebwerke war geplant, die Zeppelin Rammer entweder von der Messerschmitt Bf 109 oder der Messerschmitt Bf 110 im Flugzeugschlepp zur feindlichen Bomberformation zu bringen. Dort sollte das Triebwerk gezündet werden und der Angriff mit eigenem Antrieb erfolgen. Die Landung war im Gleitflug auf einer einziehbaren Kufe geplant.
Der Angriff selbst sollte in zwei Phasen erfolgen. Erst sollten im Anflug 14 Luft-Luft-Raketen R4M Orkan eingesetzt werden. In der zweiten Phase sollte im Vorbeiflug mit den gepanzerten Tragflächen entweder das Heck oder die Tragflächen des Gegners gerammt werden. Ein Aussteigen des Piloten vor dem Rammen war nicht vorgesehen.

## Technische Daten
| Kenngröße                   | Daten Zeppelin Rammer |
| --------------------------- | --------------------- |
| Besatzung                   | 1                     |
| Länge                       | 5,1 m                 |
| Spannweite                  | 4,9 m                 |
| Höchstgeschwindigkeit (VMO) | 970 km/h              |
| Triebwerk                   | 1 × Schmidding 533    |
| Bewaffnung                  | 14 × R4M Orkan        |